# Olympische Sommerspiele 2020/Leichtathletik – Stabhochsprung (Frauen)
Der Stabhochsprung der Frauen bei den Olympischen Spielen 2020 in Tokio wurde am 2. (Qualifikation) und 5. August 2021 (Finale) im neu erbauten Nationalstadion ausgetragen.
Olympiasiegerin wurde die US-Amerikanerin Nicola McDermott. Silber gewann die für das sogenannte Russische Olympische Komitee startende Anschelika Sidorowa, Bronze ging an die Britin Holly Bradshaw.
Aus dem deutschsprachigen Raum waren nur die Schweizerinnen Angelica Moser und Andrina Hodel am Start, die jedoch beide nicht das Finale erreichten.

Lisa Ryzih hätte als einzige deutsche Stabhochspringerin teilnehmen können, sie musste aber wegen anhaltender Rückenbeschwerden absagen.

## Aktuelle Titelträgerinnen
| Olympiasiegerin                         | Ekaterini Stefanidi ( Griechenland)                | 4,85 m | Rio de Janeiro 2016 |
| Weltmeisterin                           | Anschelika Sidorowa ( Authorised Neutral Athletes) | 4,95 m | Doha 2019           |
| Europameisterin                         | Ekaterini Stefanidi ( Griechenland)                | 4,85 m | Berlin 2018         |
| Nord-/Zentralamerika-/Karibik-Meisterin | Katie Nageotte ( USA)                              | 4,75 m | Toronto 2018        |
| Südamerikameisterin                     | Robeilys Peinado ( Venezuela)                      | 4,56 m | Lima 2019           |
| Asienmeisterin                          | Li Ling ( Volksrepublik China)                     | 4,61 m | Doha 2019           |
| Afrikameisterin                         | Dorra Mahfoudhi ( Tunesien)                        | 4,10 m | Asaba 2018          |
| Ozeanienmeisterin                       | Liz Parnov ( Australien)                           | 4,60 m | Townsville 2019     |

## Bestehende Rekorde
| Weltrekord         | Jelena Issinbajewa, ( Russland) | 5,06 m | Zürich, Schweiz                       | 28. August 2009 |
| Olympischer Rekord | Jelena Issinbajewa, ( Russland) | 5,05 m | Finale OS Peking, Volksrepublik China | 18. August 2008 |

Der bestehende olympische Rekord wurde bei diesen Spielen nicht erreicht. Die größte Höhe erzielte die US-amerikanische Olympiasiegerin Katie Nageotte mit 4,90 m im Finale am 5. August. Den Rekord verfehlte sie damit um fünfzehn Zentimeter. Zum Weltrekord fehlten ihr sechzehn Zentimeter.

## Legende
Kurze Übersicht zur Bedeutung der Symbolik – so üblicherweise auch in sonstigen Veröffentlichungen verwendet:
| – | verzichtet                            |
| o | übersprungen                          |
| x | ungültig                              |
| r | Wettkampf nicht fortgesetzt (retired) |

## Ergebnisse

### Qualifikation
Die Athletinnen traten zu einer Qualifikationsrunde in zwei Gruppen an. Fünfzehn Athletinnen (hellblau unterlegt) übersprangen die geforderte Qualifikationshöhe von 4,55 m, womit die Mindestanzahl von zwölf Finalteilnehmerinnen erreicht war.

#### Gruppe A
3. August 2021, 19:37 Uhr Ortszeit (12:37 Uhr MESZ)
| Platz | Name                   | Nation              | 4,25 m | 4,40 m | 4,55 m | Höhe (m) |
| ----- | ---------------------- | ------------------- | ------ | ------ | ------ | -------- |
| 1     | Nikoleta Kyriakopoulou | Griechenland        | o      | o      | o      | 4,55 m   |
| 1     | Katie Nageotte         | USA                 | –      | –      | o      | 4,55 m   |
| 1     | Robeilys Peinado       | Venezuela           | –      | o      | o      | 4,55 m   |
| 1     | Tina Šutej             | Slowenien           | –      | o      | o      | 4,55 m   |
| 5     | Wilma Murto            | Finnland            | o      | o      | xo     | 4,55 m   |
| 5     | Iryna Schuk            | Belarus             | –      | o      | xo     | 4,55 m   |
| 7     | Angelica Bengtsson     | Schweden            | o      | xo     | xo     | 4,55 m   |
| 8     | Maryna Kylypko         | Ukraine             | o      | xo     | xxo    | 4,55 m   |
| 9     | Sandi Morris           | USA                 | –      | o      | xxx    | 4,40 m   |
| 10    | Elisa Molinarolo       | Italien             | xo     | o      | xxx    | 4,40 m   |
| 11    | Eleni-Klaoudia Polak   | Griechenland        | xxo    | o      | xxx    | 4,40 m   |
| 12    | Nina Kennedy           | Australien          | –      | xxo    | xxx    | 4,40 m   |
| 13    | Andrina Hodel          | Schweiz             | o      | xxx    |        | 4,25 m   |
| NM    | Li Ling                | Volksrepublik China | –      | –      | xxx    | ogV      |
| NM    | Alysha Newman          | Kanada              | xxx    |        |        | ogV      |

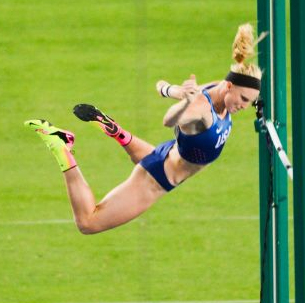
Sandi Morris – ausgeschieden mit 4,49 m

Weitere in Qualifikationsgruppe A ausgeschiedene Stabhochspringerinnen:

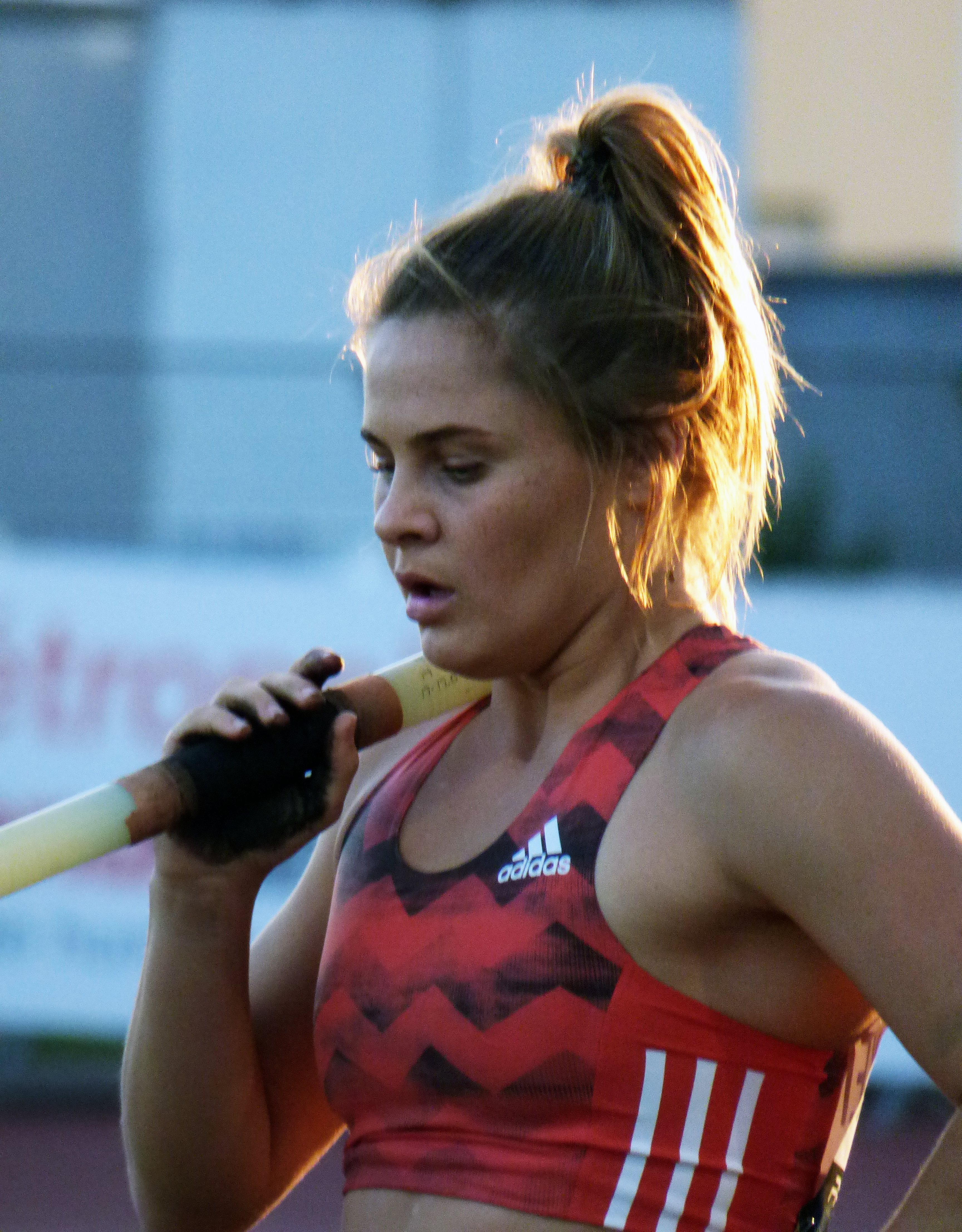
Nina Kennedy – 4,40 m
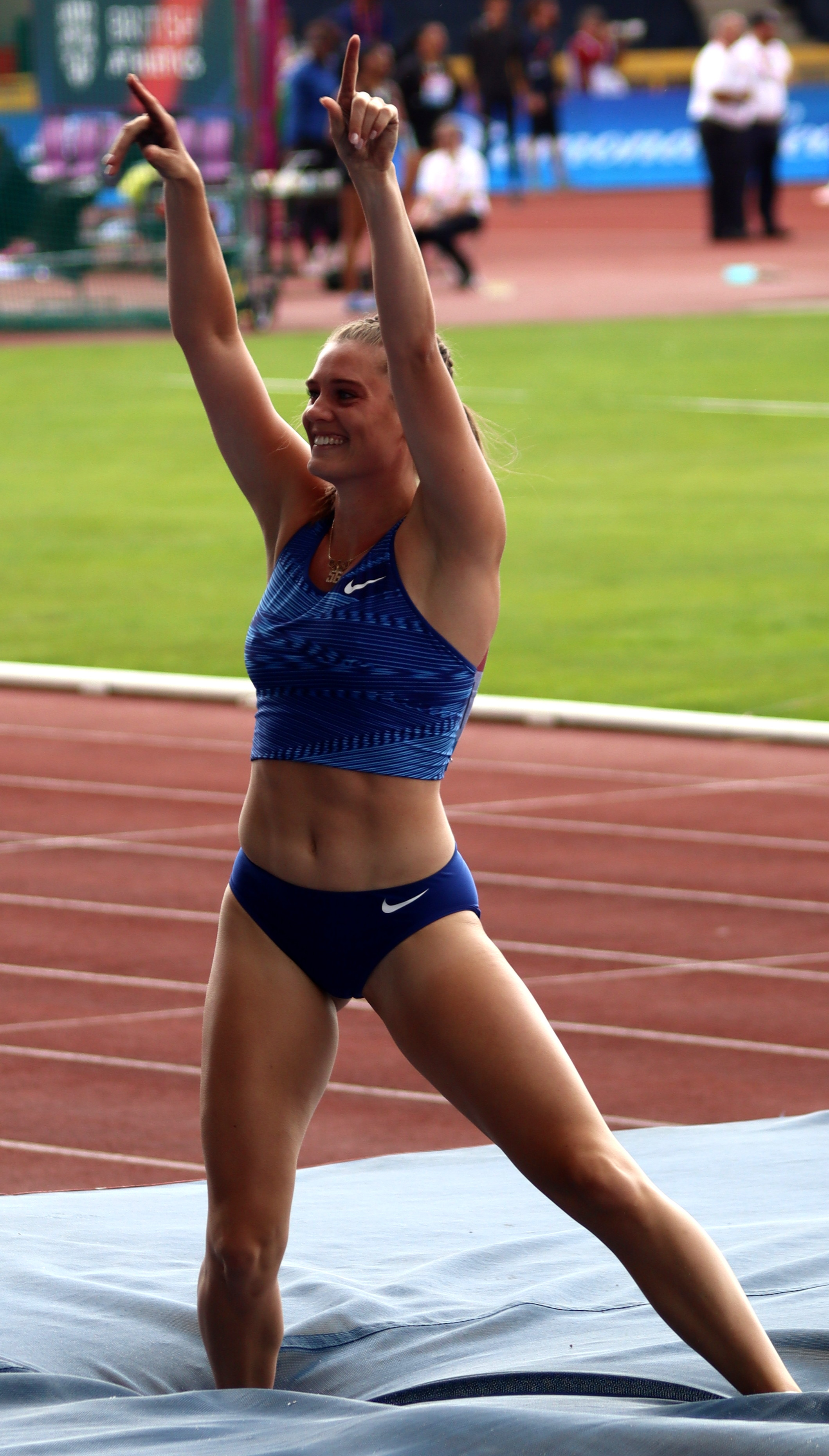
Alysha Newman – kein gültiger Sprung

#### Gruppe B
3. August 2021, 19:29 Uhr Ortszeit (12:29 Uhr MESZ)
| Platz | Name                  | Nation              | 4,25 m | 4,40 m | 4,55 m | Höhe (m) |
| ----- | --------------------- | ------------------- | ------ | ------ | ------ | -------- |
| 1     | Holly Bradshaw        | Großbritannien      | –      | –      | o      | 4,55 m   |
| 1     | Anicka Newell         | Kanada              | –      | o      | o      | 4,55 m   |
| 1     | Anschelika Sidorowa   | ROC                 | –      | –      | o      | 4,55 m   |
| 4     | Yarisley Silva        | Kuba                | –      | o      | xo     | 4,55 m   |
| 4     | Katerina Stefanidi    | Griechenland        | –      | –      | xo     | 4,55 m   |
| 6     | Morgann LeLeux Romero | USA                 | –      | o      | xxo    | 4,55 m   |
| 6     | Xu Huiqin             | Volksrepublik China | –      | o      | xxo    | 4,55 m   |
| 8     | Michaela Meijer       | Schweden            | o      | o      | xxx    | 4,40 m   |
| 9     | Angelica Moser        | Schweiz             | –      | xo     | xxx    | 4,40 m   |
| 10    | Jana Hladijtschuk     | Ukraine             | xxo    | xo     | xxx    | 4,40 m   |
| 11    | Romana Maláčová       | Tschechien          | xo     | xxo    | xxx    | 4,40 m   |
| 12    | Roberta Bruni         | Italien             | o      | xxx    |        | 4,25 m   |
| 12    | Liz Parnov            | Australien          | o      | xxx    |        | 4,25 m   |
| 14    | Lene Retzius          | Norwegen            | xo     | xxx    |        | 4,25 m   |
| 14    | Fanny Smets           | Belgien             | xo     | xxx    |        | 4,25 m   |
| NM    | Elina Lampela         | Finnland            | xxx    |        |        | ogV      |

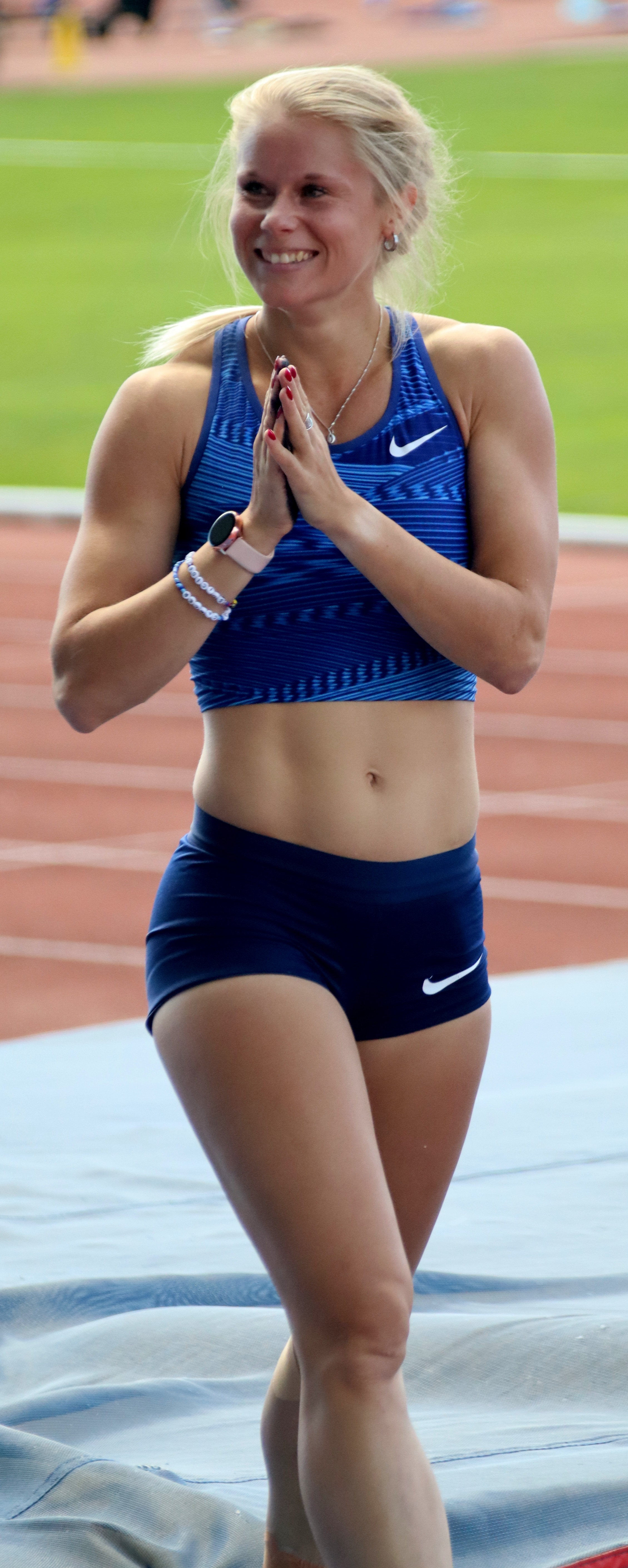
Michaela Meijer – ausgeschieden mit 4,40 m

Weitere in Qualifikationsgruppe B ausgeschiedene Stabhochspringerinnen:

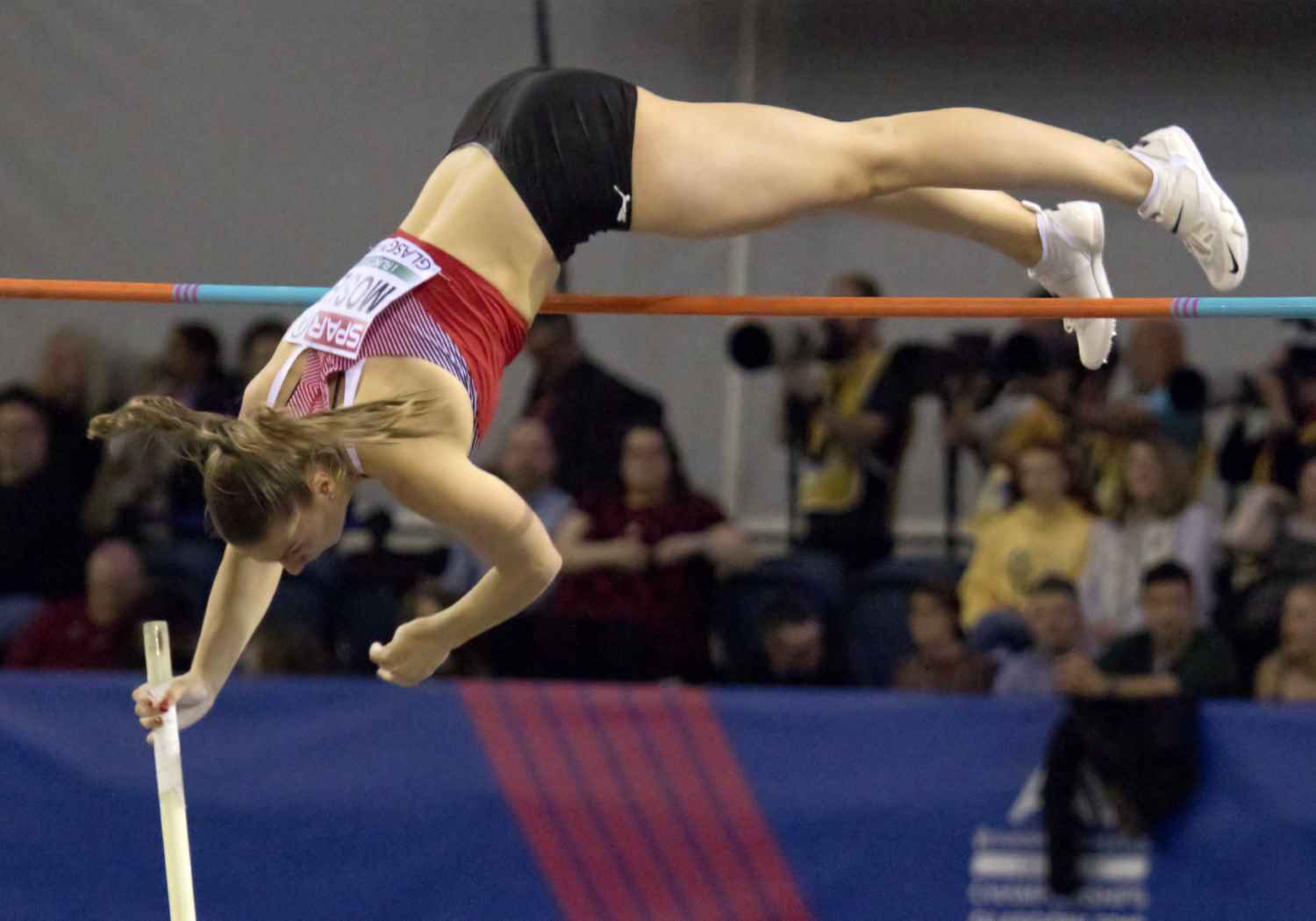
Angelica Moser – 4,40 m
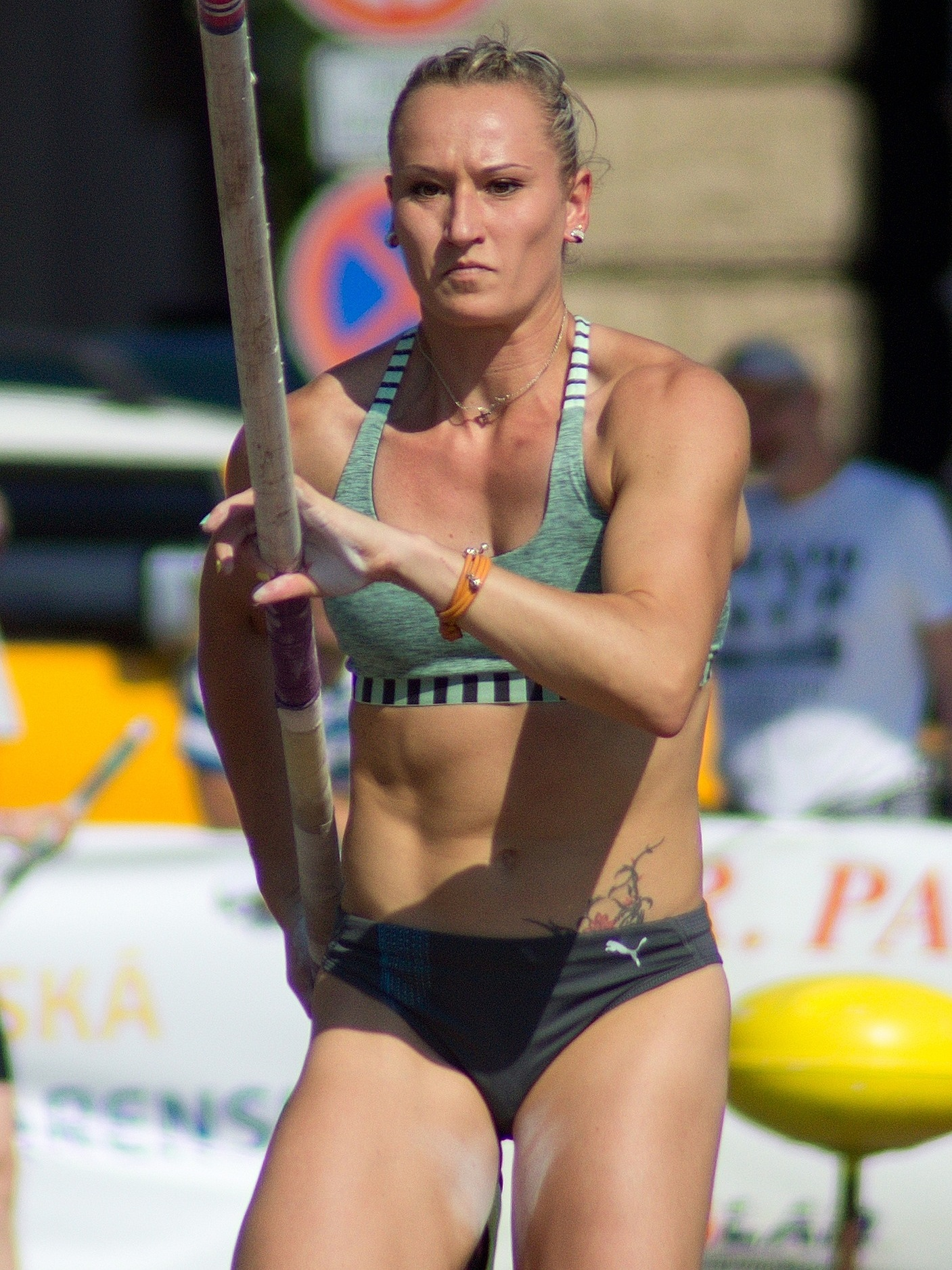
Romana Maláčová – 4,40 m
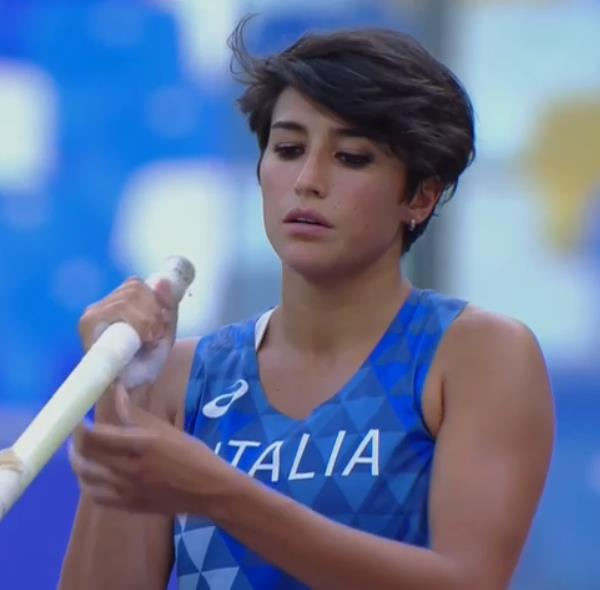
Roberta Bruni – 4,25 m
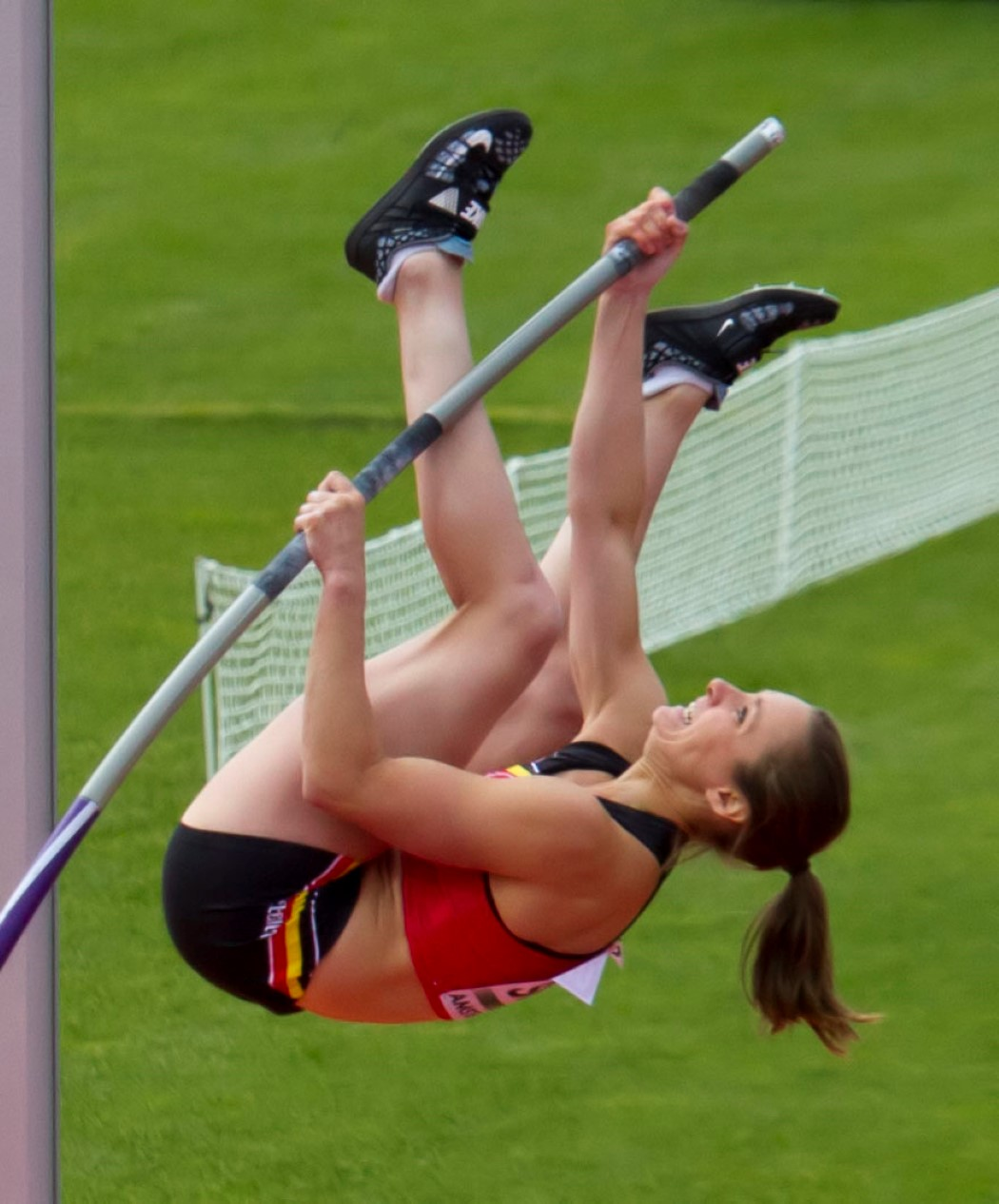
Fanny Smets – kein gültiger Sprung

### Finale
5. August 2021, 19:02 Uhr Ortszeit (12:02 Uhr MESZ)
| Platz | Name                   | Nation              | 4,50 m | 4,70 m | 4,80 m | 4,85 m | 4,90 m | 4,95 m | 5,01 m | Höhe (m) | Anmerkung |
| ----- | ---------------------- | ------------------- | ------ | ------ | ------ | ------ | ------ | ------ | ------ | -------- | --------- |
| 1     | Katie Nageotte         | USA                 | xxo    | xo     | o      | o      | xo     | –      | xr     | 4,90     |           |
| 2     | Anschelika Sidorowa    | ROC                 | o      | o      | o      | o      | xx–    | x      |        | 4,85     |           |
| 3     | Holly Bradshaw         | Großbritannien      | o      | xo     | xo     | o      | xxx    |        |        | 4,85     |           |
| 4     | Katerina Stefanidi     | Griechenland        | xxo    | xxo    | xo     | x–     | xx     |        |        | 4,80     | =SB       |
| 5     | Maryna Kylypko         | Ukraine             | o      | xxx    |        |        |        |        |        | 4,50     |           |
| 5     | Wilma Murto            | Finnland            | o      | xxx    |        |        |        |        |        | 4,50     |           |
| 5     | Tina Šutej             | Slowenien           | o      | xxx    |        |        |        |        |        | 4,50     |           |
| 8     | Nikoleta Kyriakopoulou | Griechenland        | xo     | xxx    |        |        |        |        |        | 4,50     |           |
| 8     | Robeilys Peinado       | Venezuela           | xo     | xxx    |        |        |        |        |        | 4,50     |           |
| 8     | Iryna Schuk            | Belarus             | xo     | xxx    |        |        |        |        |        | 4,50     |           |
| 8     | Yarisley Silva         | Kuba                | xo     | xxx    |        |        |        |        |        | 4,50     |           |
| 8     | Xu Huiqin              | Volksrepublik China | xo     | xxx    |        |        |        |        |        | 4,50     |           |
| 13    | Angelica Bengtsson     | Schweden            | xxo    | xxx    |        |        |        |        |        | 4,50     |           |
| NM    | Morgann LeLeux Romero  | USA                 | xxx    |        |        |        |        |        |        | ogV      |           |
| NM    | Anicka Newell          | Kanada              | xxx    |        |        |        |        |        |        | ogV      |           |

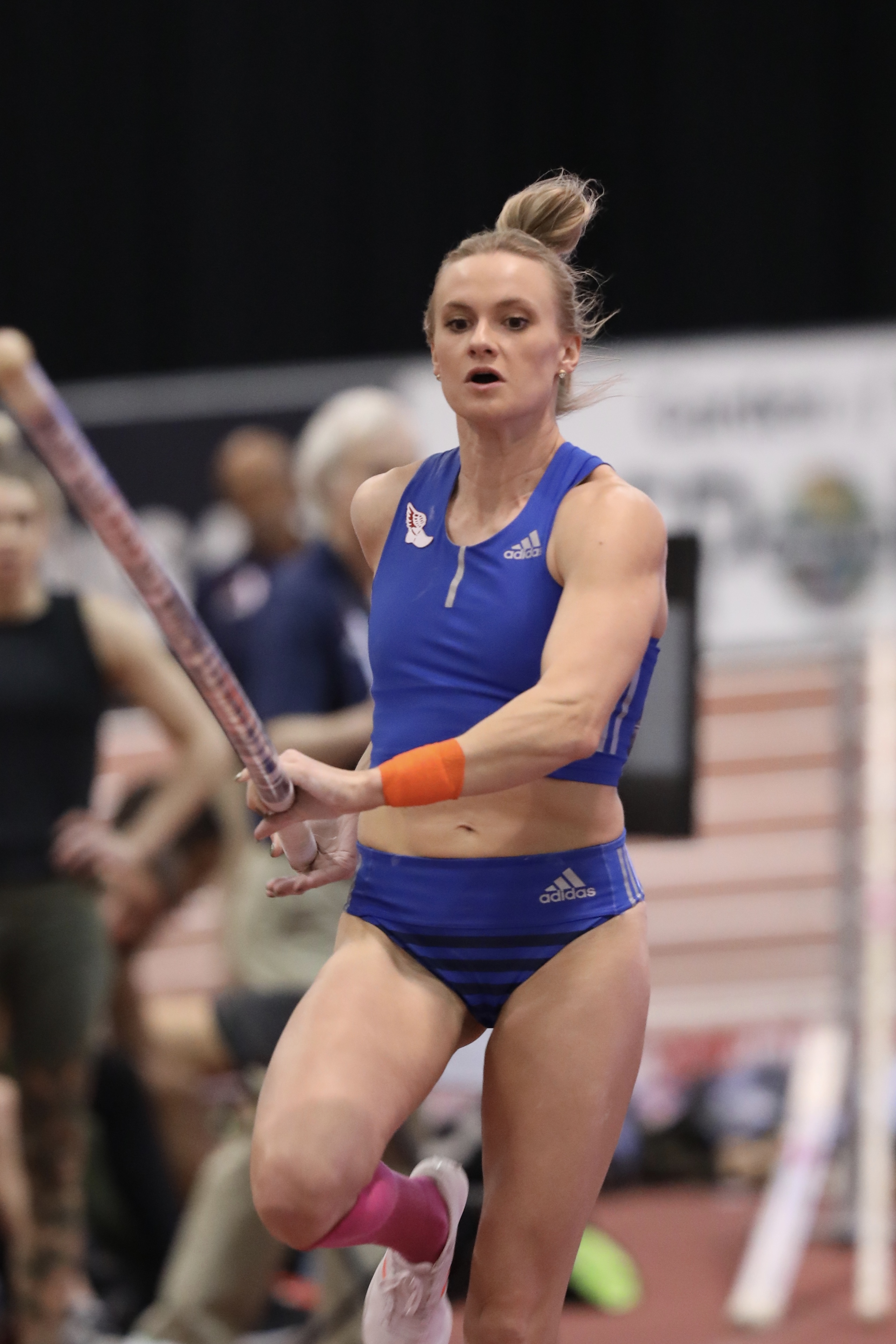
Katie Nageotte – Olympiasiegerin mit 4,90 m

Die US-amerikanische Olympiasiegerin von 2012 Jennifer Suhr hatte sich bei den US-Trials nicht durchsetzen können und mit Sandi Morris war eine zweite eigentlich hoch eingeschätzte US-Amerikanerin – Olympiazweite von 2016 und zweifache Vizeweltmeisterin (2017/2019) – nach einem Stabbruch und einer dadurch bedingten Hüftverletzung in der Qualifikation ausgeschieden.
Der Wettkampf, begann für zehn der fünfzehn Finalistinnen mit jeweils einem gescheiterten ersten Versuch bei der Anfangshöhe von 4,50 m. Es war bei leicht windigen Bedingungen nicht so einfach für die Stabhochspringerinnen. Zwei von ihnen – die US-Amerikanerin Morgann LeLeux Romero und die Kanadierin Anicka Newell – schieden mit drei ungültigen Sprüngen gleich ganz aus. Für neun weitere Wettbewerberinnen war der Wettkampf nach jeweils drei Fehlversuchen über die nächste Höhe von 4,70 m beendet. So waren bei 4,80 m, der dritten aufgelegten Höhe, mit der für das sogenannte Russische Olympische Komitee startenden amtierenden Weltmeisterin Anschelika Sidorowa (ohne Fehlversuch), der britischen EM-Dritten von 2018 Holly Bradshaw (ein Fehlsprung bei 4,70 m), der US-Amerikanerin Katie Nageotte (zwei Felsprünge bei 4,50 m, ein Fehlsprung bei 4,70 m) sowie der griechischen Olympiasiegerin von 2016 Katerina Stefanidi (jeweils zwei Felsprünge bei 4,50 m und 4,70 m) nur noch vier – allerdings hochkarätige – Teilnehmerinnen im Rennen um die Medaillen dabei. Drei Athletinnen belegten gemeinsam den fünften Platz, dies waren die Ukrainerin Maryna Kylypko, die Finnin Wilma Murto und die Slowenierin Tina Šutej.
Sidorowa und Nageotte klärten 4,80 m gleich mit ihren ersten Versuchen, Bradshaw und Stefanidi zogen im zweiten Durchgang nach. So führte jetzt Sidorowa vor Nageotte, Dritte war Bradshaw vor Stefanidi. Die drei führenden Springerinnen hakten die jetzt aufgelegten 4,85 m sofort ab, Stefanidi sparte sich nach einem Fehlversuch ihre beiden verbleibenden Versuche für die nächste Höhe auf, die sie ohnehin nehmen musste, wenn sie in den Medaillenkampf noch eingreifen wollte. Weiter ging es bei 4,90 m mit jeweils einem Fehlversuch aller vier Athletinnen. Mit ihrem zweiten Sprung war Nageotte erfolgreich und setzte sich damit an die Spitze. Katerina Stefanidi riss die Latte auch bei ihrem zweiten Anlauf und war damit ausgeschieden. Mit übersprungenen 4,80 m belegte sie den vierten Platz. Die drei verbleibenden Wettbewerberinnen hatten somit eine Medaille sicher. Bis einschließlich 4,85 m hatte Sidorowa eine weiße Weste behalten, doch als sie 4,90 m auch beim zweiten Mal nicht überspringen konnte, sah es für sie nicht mehr ganz so gut aus. Ihren letzten Versuch nahm sie in die nächste Höhe mit. Für Holly Bradshaw waren 4,90 m an diesem Tag zu hoch, sie schied nach drei Fehlsprüngen aus und stand damit als Gewinnerin der Bronzemedaille fest.
Bei 4,95 m fiel dann die Entscheidung über Gold und Silber. Nageotte ließ die Höhe aus, während Anschelika Sidorowa mit ihrem letzten verbleibenden Versuch nicht erfolgreich war und damit Silber gewann. Katie Nageotte ließ nun 5,01 m auflegen, brach den Wettkampf jedoch nach einem gescheiterten Sprung als Olympiasiegerin ab.
Noch nie zuvor hatte es einen Olympiasieger oder eine Olympiasiegerin im Stabhochsprung gegeben mit zwei Fehlversuchen bei der Anfangshöhe, diesbezüglich gelang Katie Nageotte eine olympische Premiere.

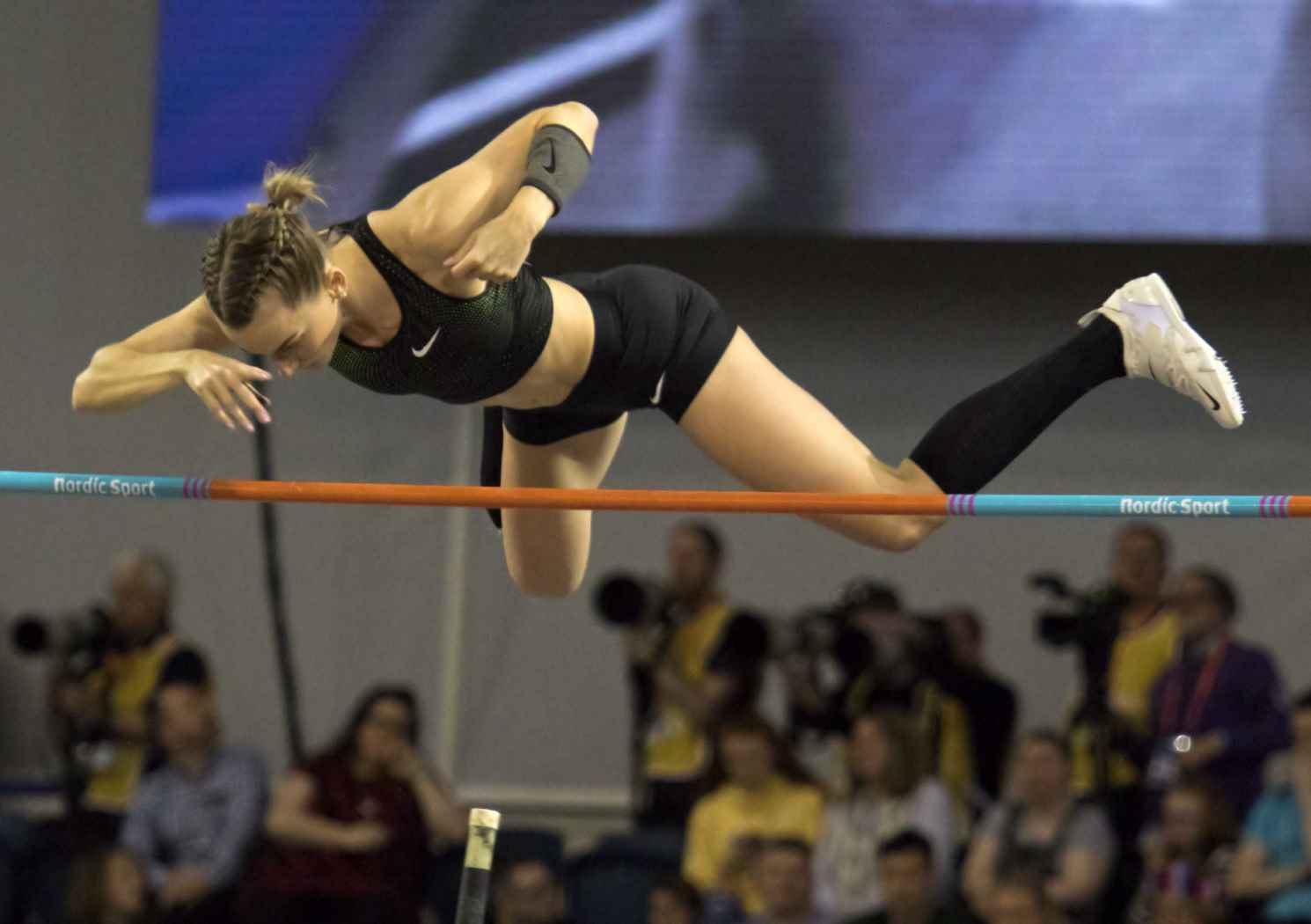
Silbermedaillengewinnerin Anschelika Sidorowa
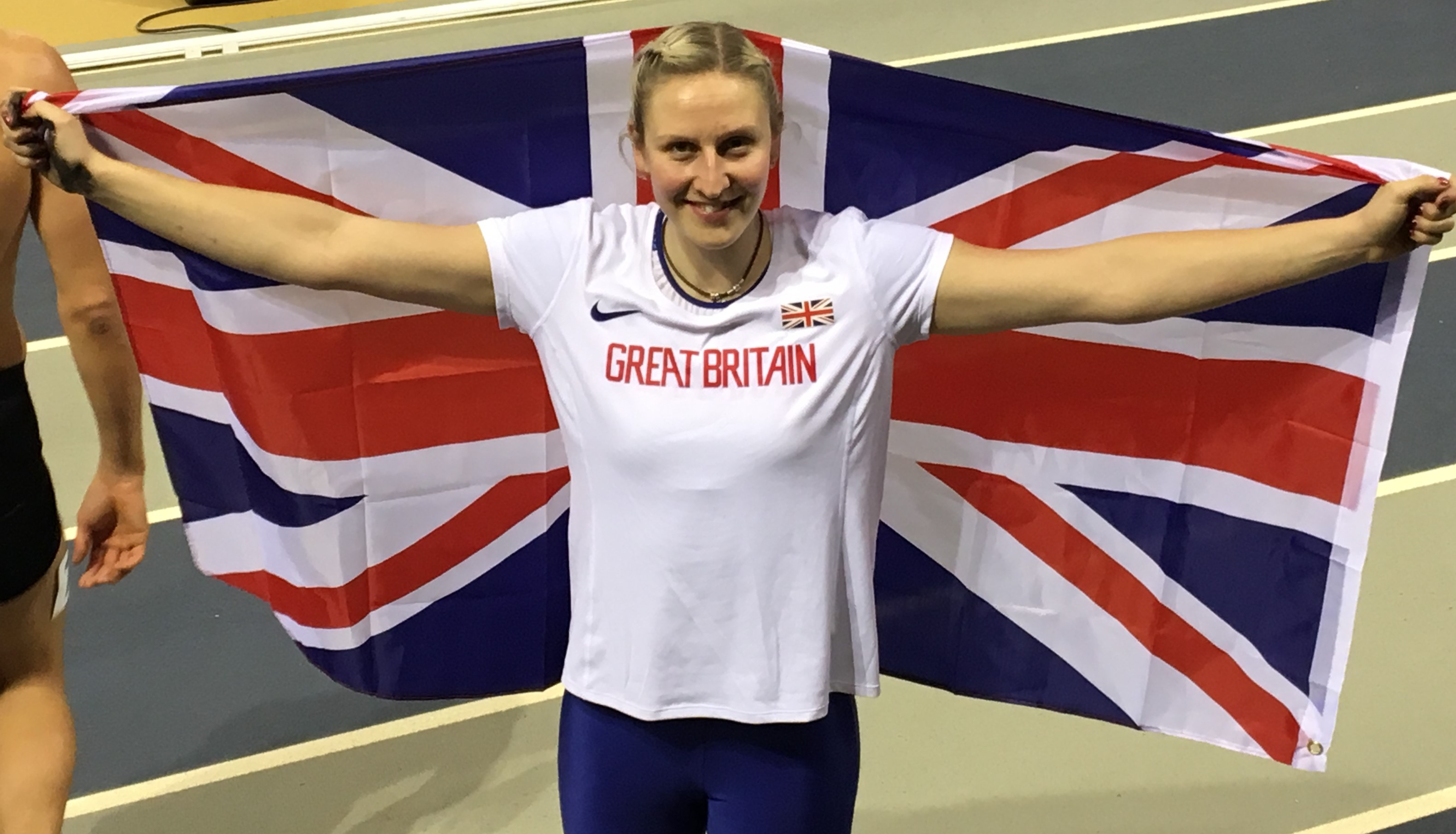
Bronzemedaillengewinnerin Holly Bradshaw
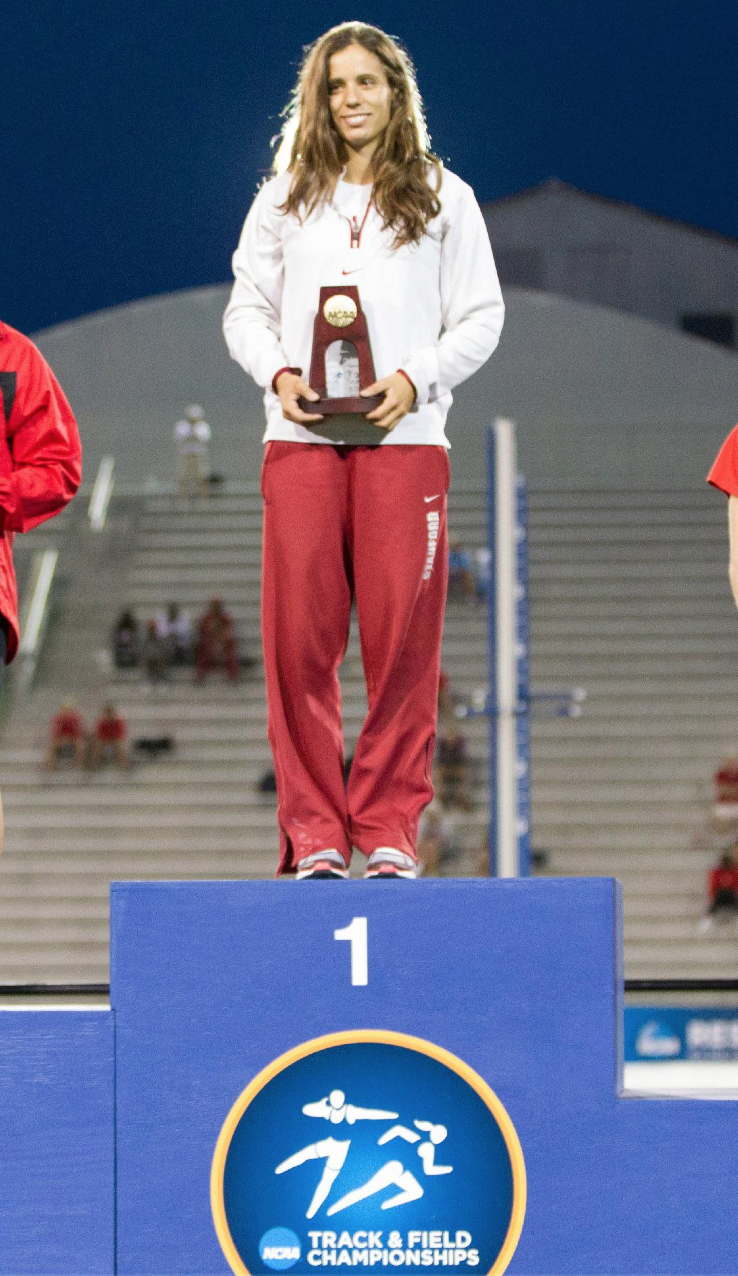
Die Olympiasiegerin von 2016 Katerina Stefanidi ging als Vierte diesmal medaillenleer aus
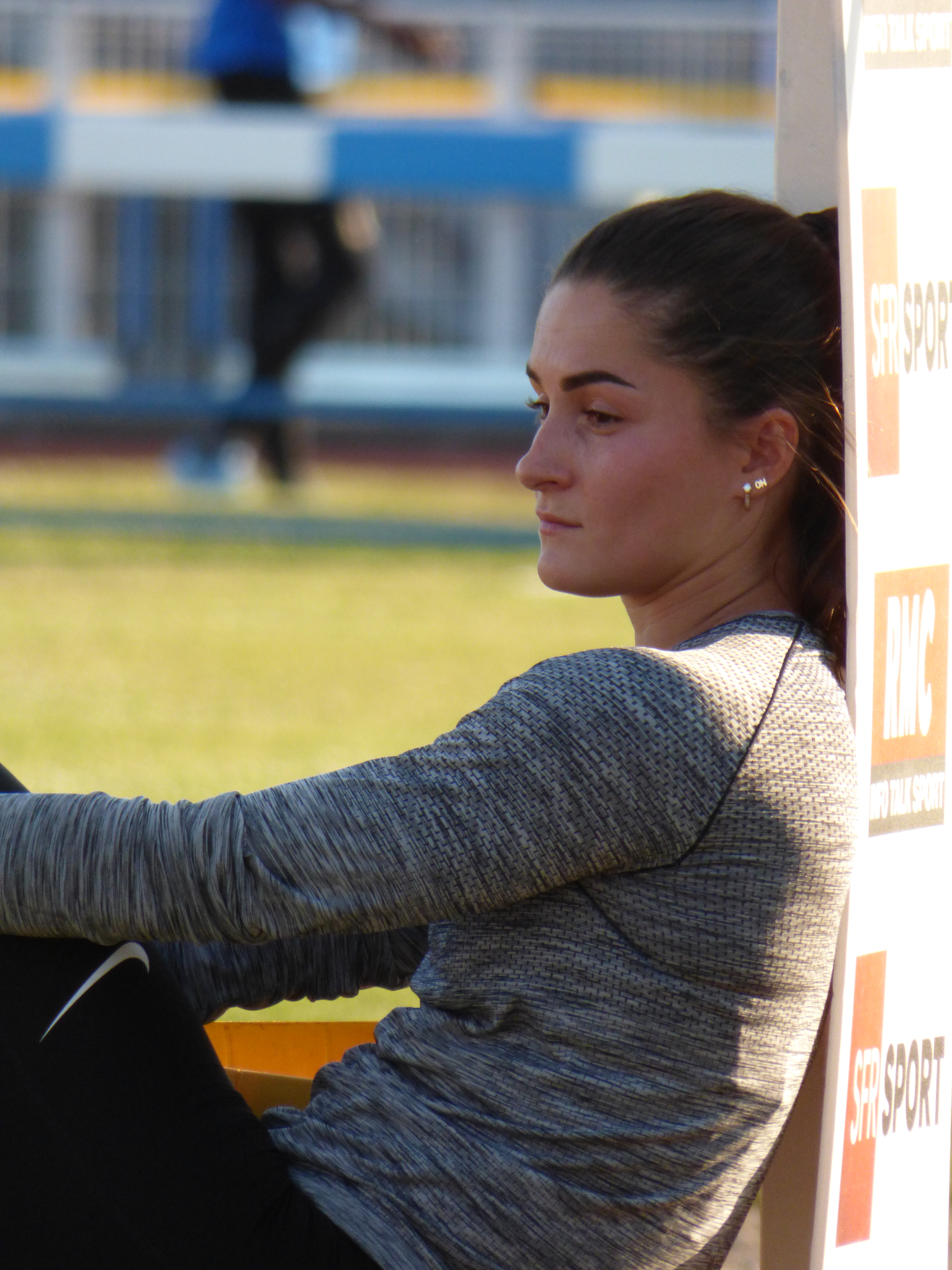
Maryna Kylypko war eine von drei Athletinnen auf dem geteilten fünften Platz

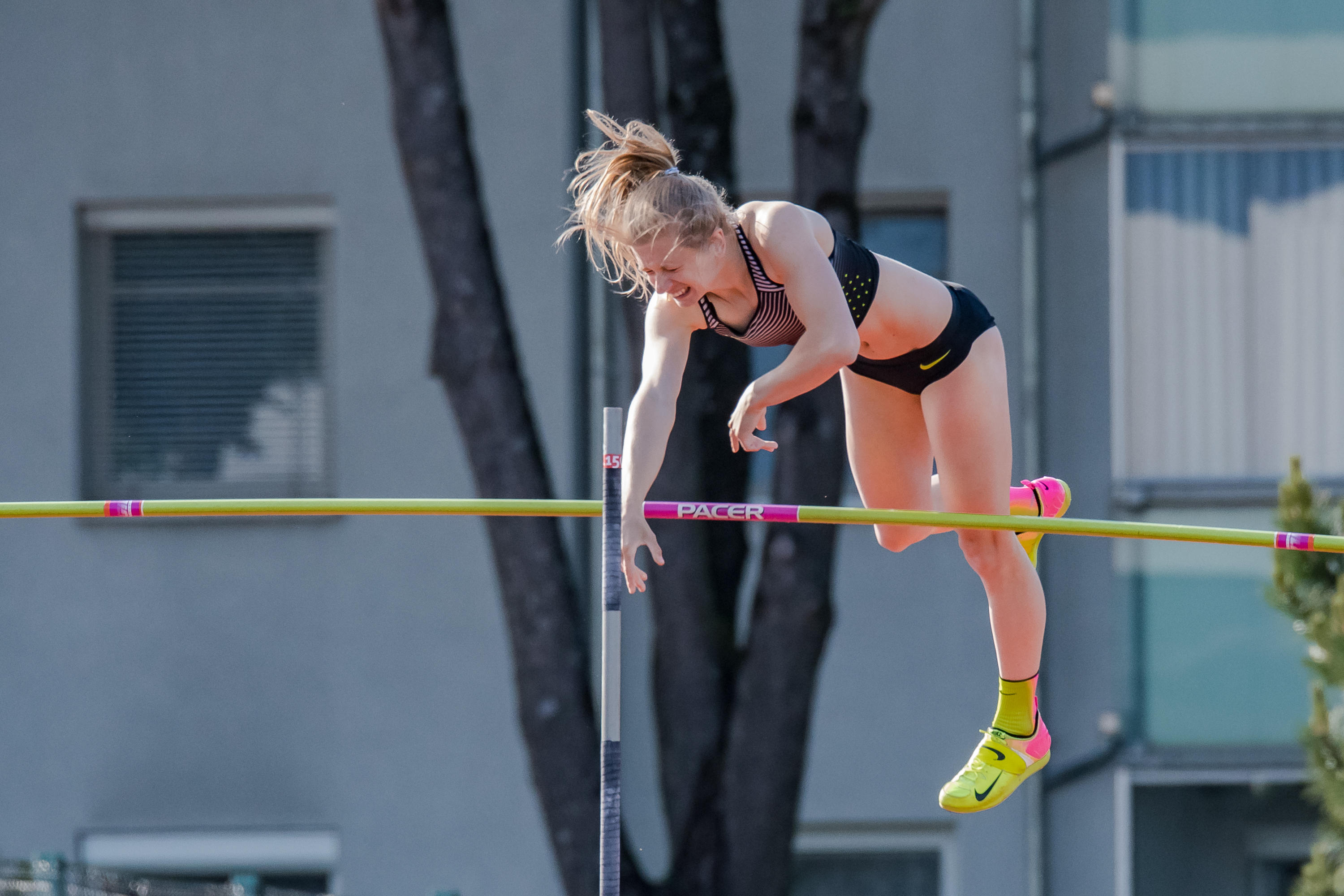
Geteilter fünfter Platz für Tina Šutej
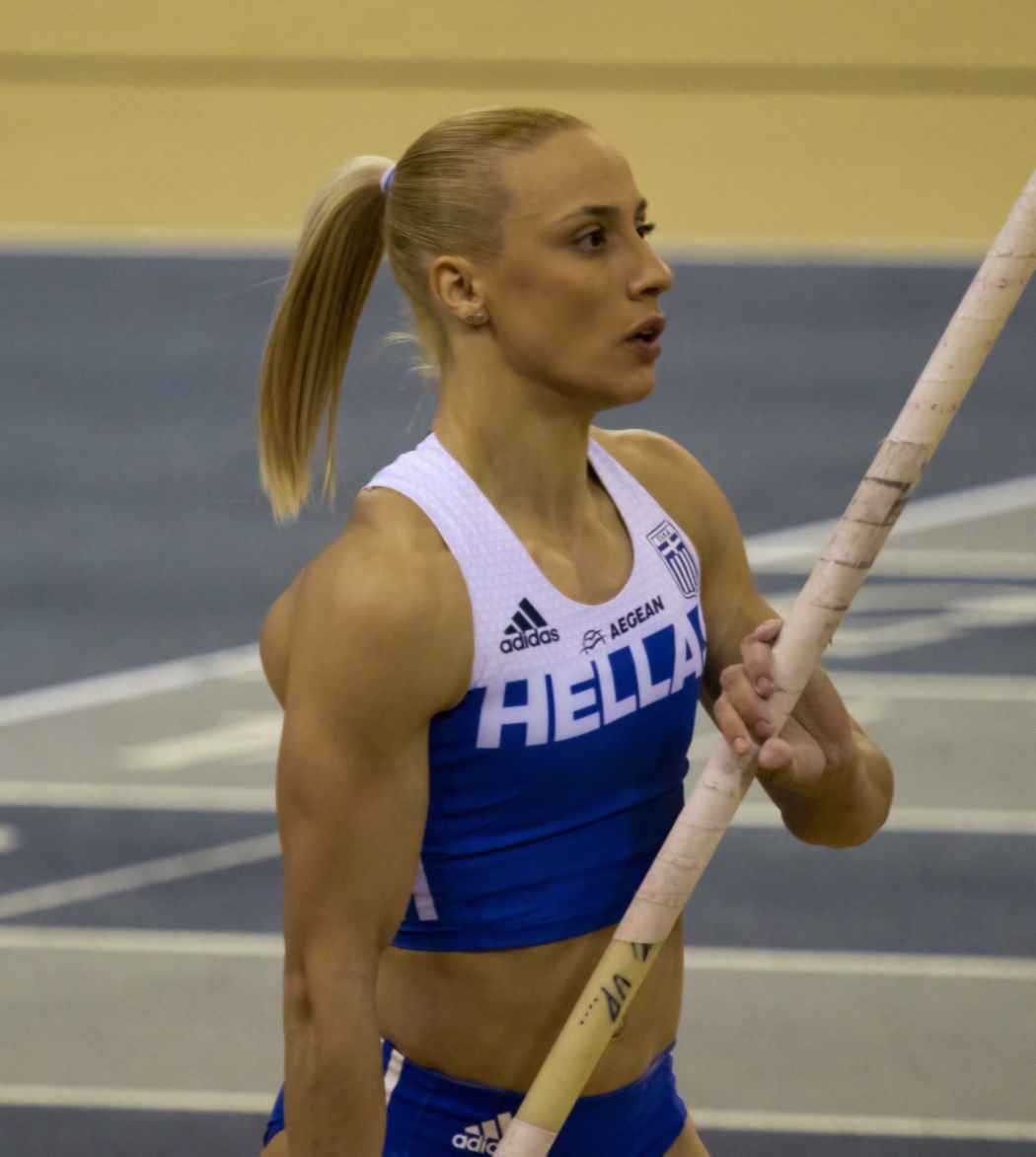
Nikoleta Kyriakopoulou belegte den geteilten Rang acht
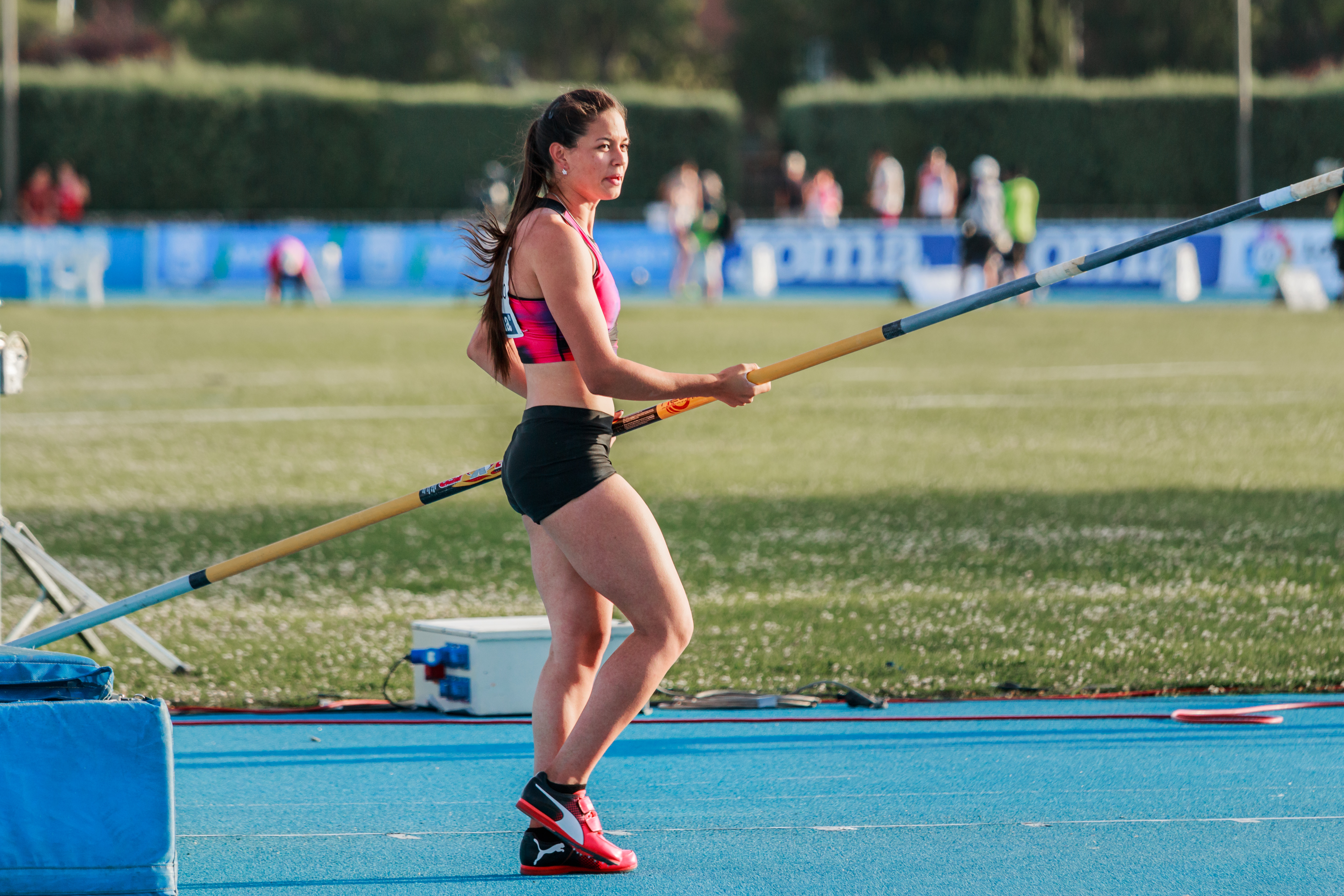
Robeilys Peinado kam auf den geteilten achten Platz
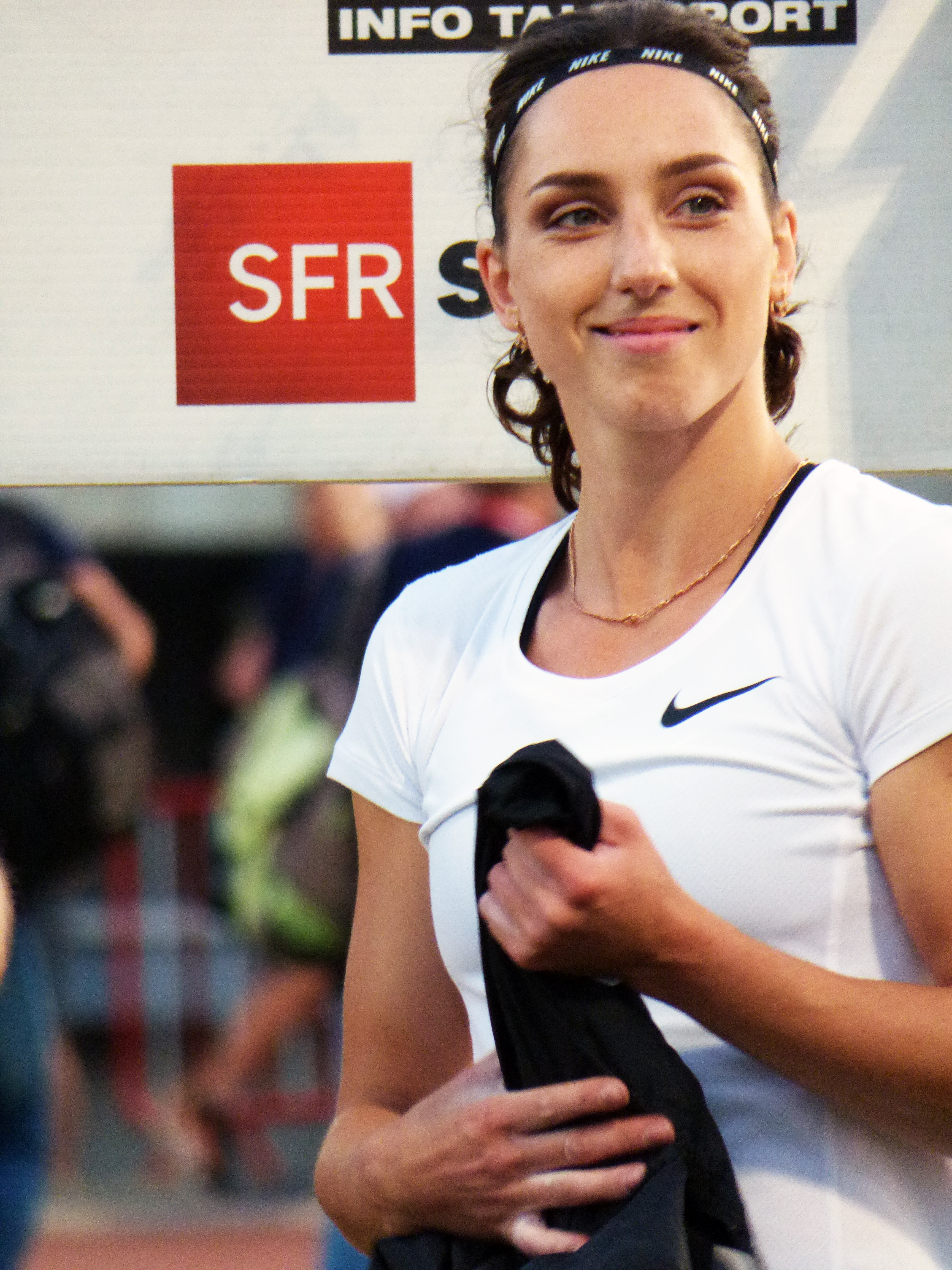
Iryna Schuk erreichte den geteilten Platz acht

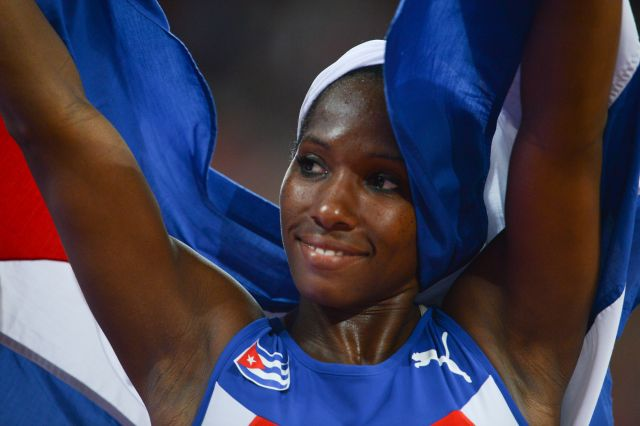
Yarisley Silva – geteilter Rang acht
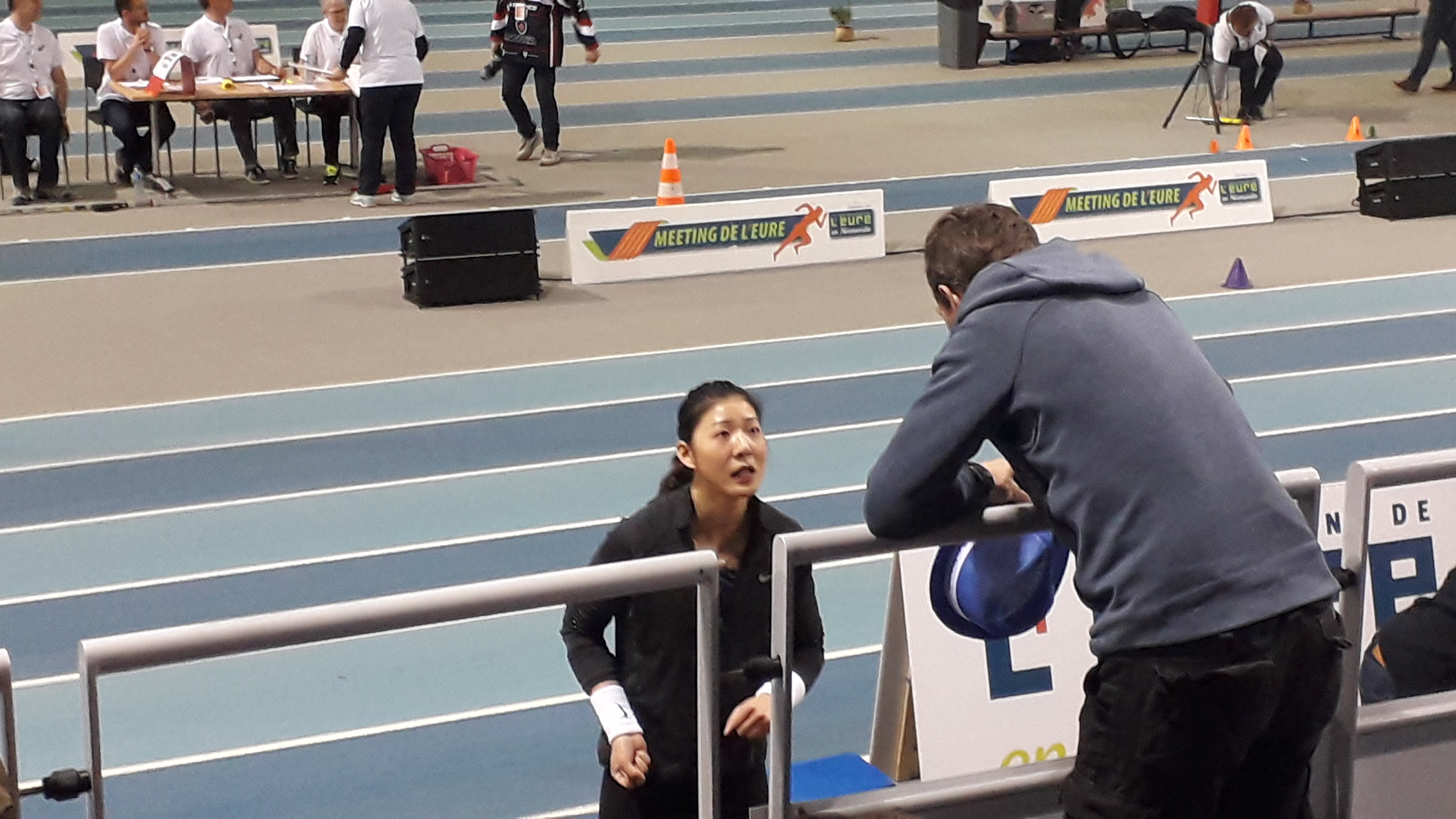
Geteilter Rang acht für Xu Huiqin
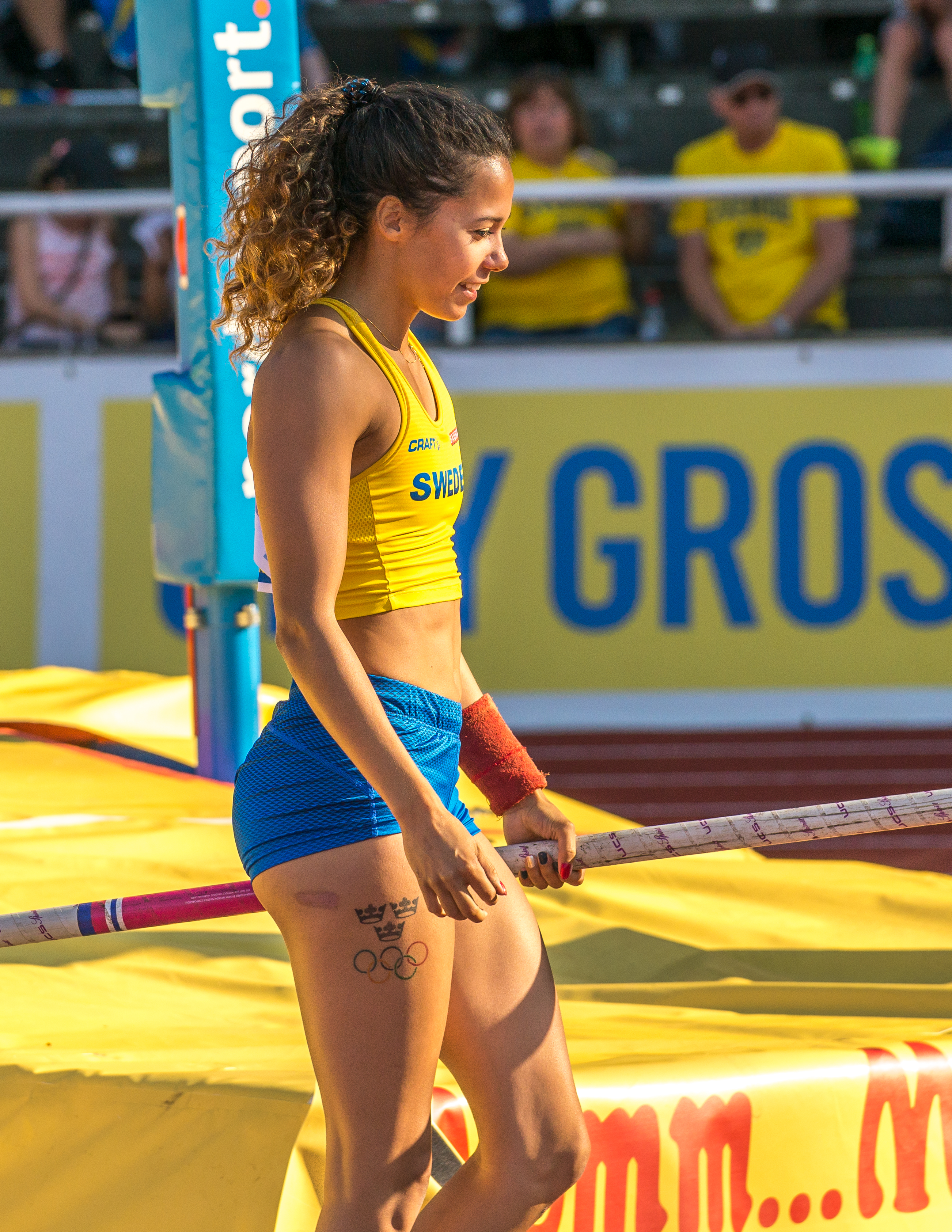
Angelica Bengtsson – Platz dreizehn
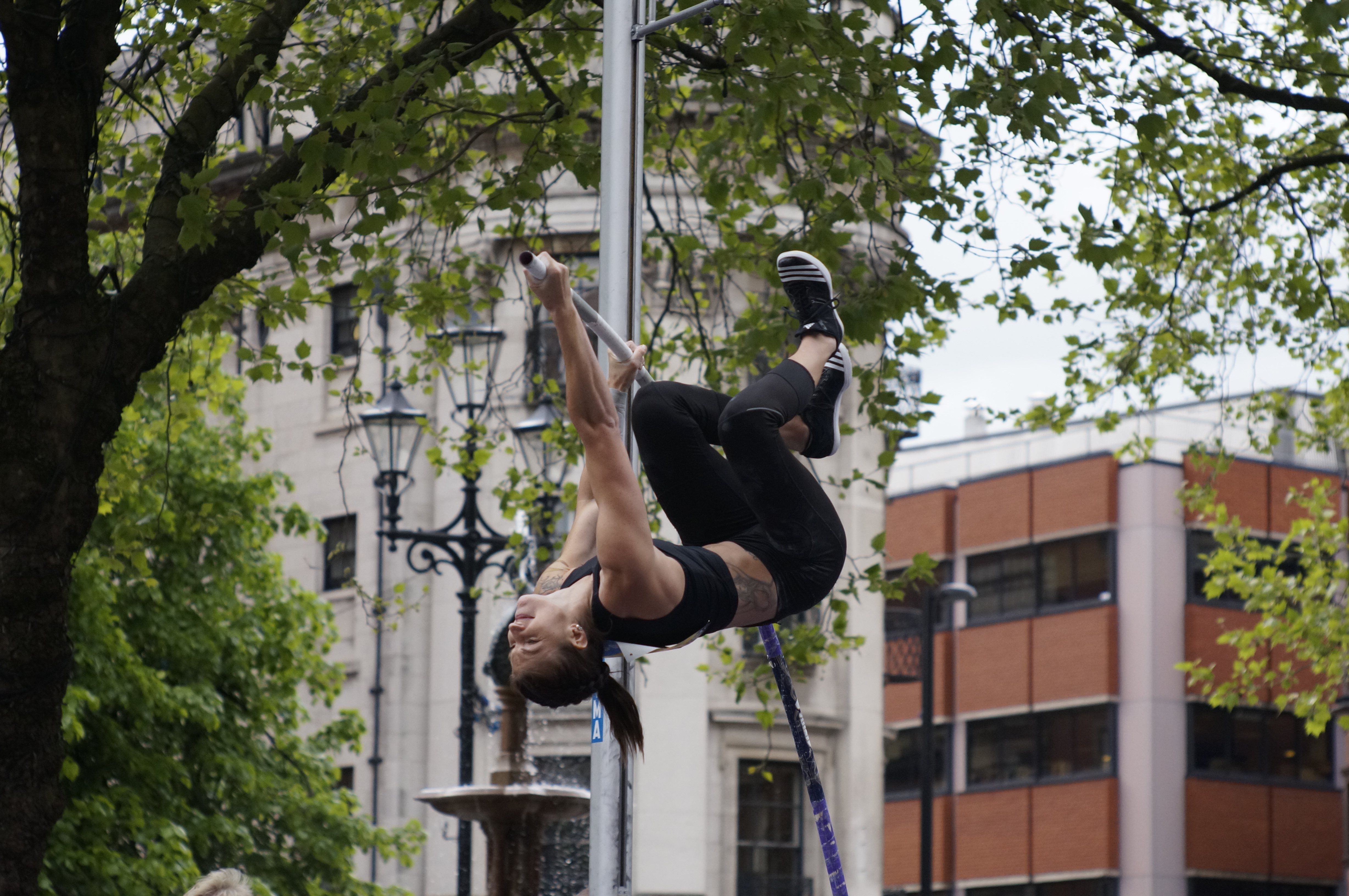
Anicka Newell blieb im Finale ohne gültigen Versuch

## Video
- Women's Pole Vault Final – Athletics, Highlights, Olympic Games - Tokyo 2020, youtube.com, abgerufen am 5. Juni 2022